# Lebensbaum (Skulptur)

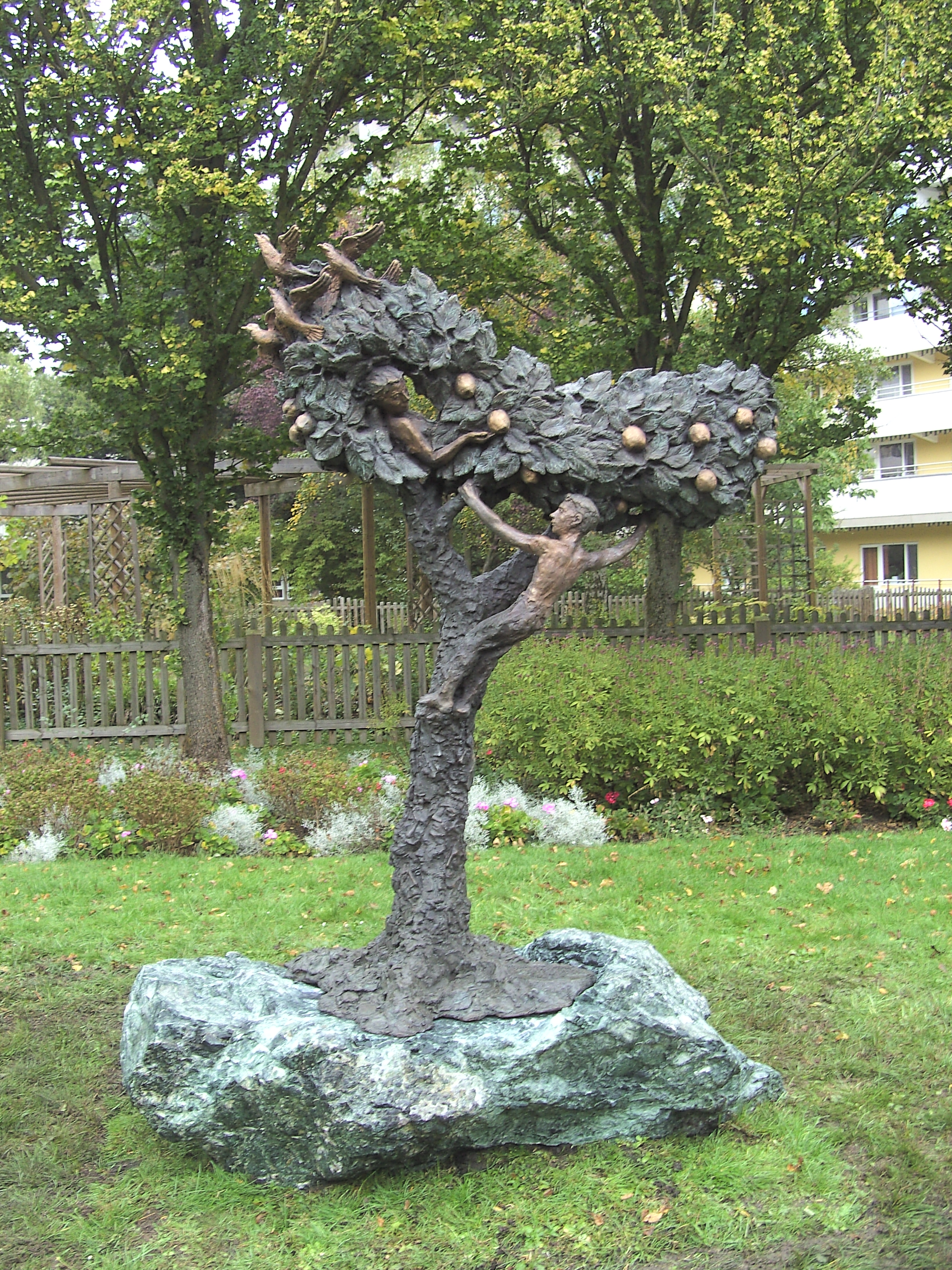
Skulptur Lebensbaum aus Bronze im Wohnstift am Tiergarten, Nürnberg, Bildhauer Josef Tabachnyk, 2012

Der Lebensbaum ist eine Bronzeskulptur des Künstlers Josef Tabachnyk, die seit November 2012 im Wohnstift am Tiergarten in der Stadt Nürnberg steht.
Die Skulptur stellt von Weitem betrachtet einen blühenden Apfelbaum dar. Bei näherem Hinsehen findet man einige Elemente des Lebenszyklus in den verschiedenen Elementen des Baumes eingebettet. In den Baumwurzeln und der Rinde sind Gesichter, Hände und weitere Körperteile angedeutet. Aus einem der Äste wächst eine jugendliche männliche Figur heraus, die die Blätter und Früchte des Baumes empor zu heben scheint. Außerdem liegt eine weibliche Figur in den Blättern. An der Spitze des Baumes lösen sich Vögel vom Baum steigen zum Himmel hinauf. Die Maße der Skulptur sind 270 × 190 × 95 cm.
Von unten nach oben werden die Generationen dargestellt. Die Vorfahren in der Baumwurzel und -rinde schaffen die Grundlage für die aktuelle Generation, die in den Ästen abgebildet ist. Die aktuelle Generation wiederum hält und versorgt die Blätter und Früchte, die die zukünftige Generation darstellen.